# Champs (Belgique)
Pour les articles homonymes, voir Champs.
Champs est un village de la ville belge de Bastogne situé en Région wallonne dans la province de Luxembourg. Il fait partie de la section de Longchamps.

## Situation
Champs étire ses habitations principalement le long de la route nationale 854 entre les hameaux de Hemroulle et Rouette, mais aussi le long des routes de campagne menant au nord-est à Longchamps et au sud-ouest à Flamisoul et Mande-Saint-Étienne.
La sortie 53 de l'autoroute E25 se trouve à 3 km.

## Histoire
Lors de la Bataille des Ardennes, pendant le siège de Bastogne, Champs fut le cadre d'âpres combats allant jusqu'au corps à corps. Après les combats, en janvier 1945, l'instituteur découvrit sur le tableau de l'école le message suivant écrit à la craie par un officier allemand : « Que jamais le monde ne vive semblable nuit de Noël ! Mourir par les armes, loin de ses enfants, de son épouse et de sa mère, il n’y a pas plus grande cruauté. Ravir un fils à sa mère, un mari à son épouse, un père à ses enfants, est-ce digne d’un être humain ? La vie ne peut être donnée et acceptée que pour s’aimer et se respecter. C’est des ruines, du sang et de la mort que naîtra sans doute la fraternité universelle ». Bien qu'attribué à un officier allemand, de sérieux doutes subsistent quant à l'authenticité de ce message. En effet, il est fort peu probable, qu'au cours d'âpres combats, un soldat ait pris le temps de rédiger cette complainte sur le tableau noir de l'école. De plus, le maître d'école de l'époque maitrisait la langue allemande, ce qui alimente également les doutes quant à l'authenticité du message.
Avant la fusion des communes de 1977, Champs faisait partie de la commune de Longchamps. Il fut alors intégré à la nouvelle commune de Bertogne.
Depuis le 2 décembre 2024, à la suite de la fusion de la commune de Bertogne avec celle de Bastogne, il fait partie de la commune de Bastogne.

## Patrimoine
La chapelle Saint-Martin a été construite dans les années 1920 dans un style néo-roman. Elle est bâtie en moellons de grès et est partiellement recouverte d'ardoises.
Située à un carrefour, une petite chapelle est dédiée à Notre-Dame Auxiliatrice. Elle se trouve en face d'un espace de recueillement composé de croix, d’anciennes pierres tombales et d’icônes plus modernes en céramique.
À 150 m au nord de cette dernière chapelle, près d'un autre carrefour, une tourelle de char américain rappelant les combats de la bataille des Ardennes se trouve sous un chêne.
La façade, la charpente, la toiture et l’intérieur du logis de l'ancienne ferme Rosière sont repris sur la liste du patrimoine immobilier classé de Bertogne depuis 1990.
À l'est du village, une petite route mène au hameau de Rolley qui se compose en outre d'un château, d'une ancienne ferme (gîtes ruraux) et d'une dizaine d'étangs alimentés par le ruisseau de Rouette dans un environnement boisé. Le château de Rolley et une partie du site sont repris sur la liste du patrimoine immobilier classé de Bertogne.

## Activités
Champs possède une école communale située à côté de l'église.